# Cara-suja-do-pantanal
O cara-suja-do-pantanal (Pyrrhura molinae) é uma ave de matas secas que ocorre na Bolívia, Paraguai, Argentina e em parte do Centro-Oeste do Brasil.
Tais aves chegam a medir 27 cm de comprimento, com o alto da cabeça pardo e cauda com parte superior vermelha. Também são conhecidas pelos nomes de cara-suja e tiriba-verde.

## Nome vernáculo técnico
O nome cara-suja-do-pantanal foi selecionado como nome vernáculo técnico para a espécie pelo Comitê Brasileiro de Registros Ornitológicos (CBRO) em 2021.

## Subespécies
São reconhecidas seis subespécies:
- Pyrrhura molinae flavoptera (Maijer, Herzog, Kessler, Friggens & Fjeldså, 1998) - oeste da Bolívia (vales intermontanos em La Paz e Cochabamba).
- Pyrrhura molinae phoenicura (Schlegel, 1864) - nordeste da Bolívia e oeste do Brasil (oeste do Mato Grosso).
- Pyrrhura molinae molinae (Massena & Souancé, 1854) - terras altas do leste da Bolívia.
- Pyrrhura molinae restricta (Todd, 1947) - terras baixas do leste da Bolívia (Palmarito).
- Pyrrhura molinae hypoxantha (Salvadori, 1899) - extremo leste da Bolívia e sudoeste do Brasil (sul do Mato Grosso).
- Pyrrhura molinae australis (Todd, 1915) - sul da Bolívia (Tarija) e noroeste da Argentina.